# Szaloncukor

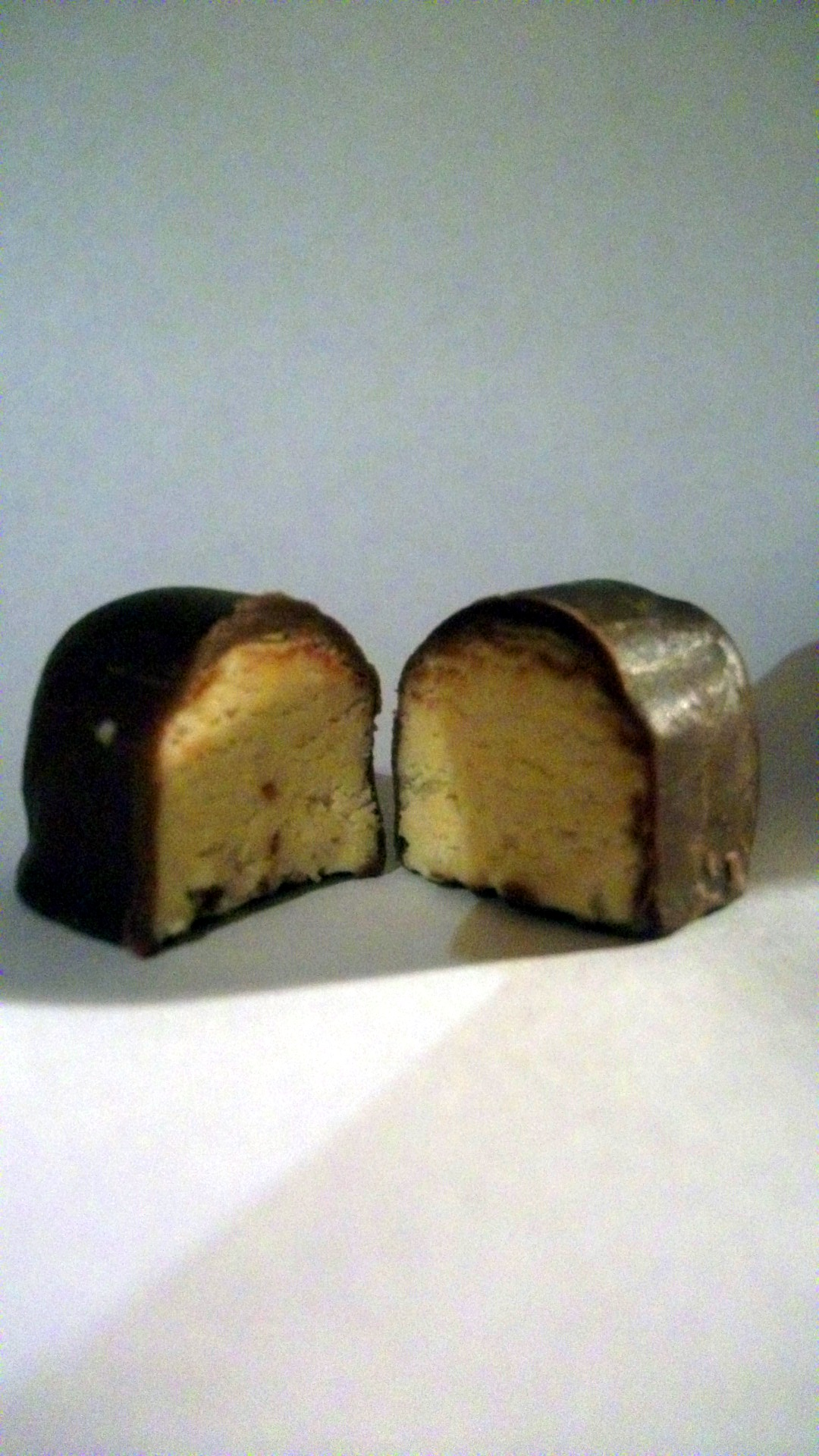
Un szaloncukor coupé en deux.

Le szaloncukor ([ˈsɒlontsukoɾ]) est une friandise hongroise traditionnellement liée à Noël. Il s'agit d'un fondant recouvert de chocolat. Le nom est issu de l'allemand Salonzuckerl.